# Wolfgang Gunkel
Wolfgang Gunkel (Berlijn, 15 januari 1948 - 20 mei 2020) was een Oost-Duits roeier. Gunkel debuteerde tijdens de Olympische Zomerspelen 1968 met een vierde plaats in de twee-met-stuurman. Vier jaar later veroverde de tijdens de Olympische Zomerspelen 1972 samen met Jörg Lucke & Klaus-Dieter Neubert als stuurman de gouden medaille in de twee-met-stuurman. Een jaar later veroverde Gunkel in de twee-met-stuurman de wereldtitel in de Wereldkampioenschappen roeien 1975. Twee jaar later op de Wereldkampioenschappen roeien 1977 won Gunkel de gouden medaille in de acht.

## Resultaten
- Olympische Zomerspelen 1968 in Mexico-Stad 4e in de twee-met-stuurman
- Olympische Zomerspelen 1972 in München  in de twee-met-stuurman
- Wereldkampioenschappen roeien 1975 in Nottingham  in de twee-met-stuurman
- Wereldkampioenschappen roeien 1977 in Amsterdam  in de acht

1900: François Brandt & Roelof Klein ·
1920: Ercole Olgeni & Giovanni Scatturin & Guido de Filip ·
1924: Édouard Candeveau & Alfred Felber & Émile Lachapelle ·
1928: Hans Schöchlin & Karl Schöchlin & Hans Bourquin ·
1932: Joseph Schauers & Charles Kieffer & Edward Jennings ·
1936: Gerhard Gustmann & Herbert Adamski & Dieter Arend ·
1948: Finn Pedersen & Tage Henriksen & Carl Ebbe Andersen ·
1952: Raymond Salles & Gaston Mercier & Bernard Malivoire ·
1956: Arthur Ayrault & Conn Findlay & Armin Kurt Seiffert ·
1960: Bernhard Knubel & Heinz Renneberg & Klaus Zerta ·
1964: Edward Ferry & Conn Findlay & Henry Kent Mitchell ·
1968: Primo Baran & Renzo Sambo & Bruno Cipolla ·
1972: Wolfgang Gunkel & Jörg Lucke & Klaus-Dieter Neubert ·
1976: Harald Jährling & Friedrich-Wilhelm Ulrich & Georg Spohr ·
1980: Harald Jährling & Friedrich-Wilhelm Ulrich & Georg Spohr ·
1984: Carmine Abbagnale & Giuseppe Abbagnale & Giuseppe Di Capua ·
1988: Carmine Abbagnale & Giuseppe Abbagnale & Giuseppe Di Capua ·
1992: Jonathan Searle & Gregory Searle & Garry Herbert